# Kerlon
Kerlon Moura Souza (Ipatinga, 1988. január 27. –) brazil labdarúgó, jelenleg az Ajax játékosa. A 2005-ös, Venezuelában rendezett 17 éven aluli (U17-es) Dél-amerikai kontinensbajnokság gólkirálya és legjobb játékosa volt.

## Pályafutása kezdete
Támadó középpályás poszton játszik, leginkább arról a cseléről ismert, amikor felemeli a fejére a labdát, és elkezd vele futni. Ennek a cselnek fókatrükk a neve, ami nehéz feladat elé állítja a védekező csapatot, hogy szabályosan szereljék. A labdát a gyepről felkapja a fejére, ezután Kerlon elkezd szaladni az ellenfél kapuja felé, mialatt a homlokán pattogtatja azt. Azt monda, ezt az épesapjától, Silvinhotól tanulta. Így idézi: "Ez csupán egy készség, amivel rendelkezek, nem az ellenfél megalázását célozza. Az ellenfelek azt mondják, hogy majd keményen odalépnek nekem. De ez nem ijeszt meg, csak még jobban motivál."
Kerlon 2005. május 25-én 2009-ig meghosszabbította a szerződését a Cruzeiroval, első hivatásos gólját 2007. február 25-én az Ituiutaba Esporte Clube ellen szerezte.
2008. szeptember 1-én a Chiveohoz szerződött.

## Díjak és elismerések

### Klubszinten
- Campeonato Mineiro
  - Győztes: 2006
  - 2. helyezett: 2007

### Válogatottban
- U17-es Dél-amerikai kontinensbajnokság (Venezuela)
  - Győztes: 2005

### Egyéni díjak
- U17-es Dél-amerikai kontinensbajnokság (Venezuela)
  - Gólkirály
    - Győztes: 2005 (nyolc gól hét mérkőzésen)

  - Legjobb játékos
    - Győztes: 2005

## Külső hivatkozások
- Életrajz (angolul)
- Életrajz (angolul)
- A Cruzeiro hivatalos honlapja (portugálul)